# Roccantica
Roccantica é uma comuna italiana da região do Lácio, província de Rieti, com cerca de 631 habitantes. Estende-se por uma área de 16 km², tendo uma densidade populacional de 39 hab/km². Faz fronteira com Cantalupo in Sabina, Casperia, Monte San Giovanni in Sabina, Poggio Catino, Rieti, Salisano.

## Demografia
| Variação demográfica do município entre 1861 e 2011                               |
|                                                                                   |
| Fonte: Istituto Nazionale di Statistica (ISTAT) - Elaboração gráfica da Wikipedia |